# Pleuromutilin
Pleuromutilin i njegovi derivati su antibakterijski lekovi koji inhiviraju proteinsku sintezu u bakterijama putem vezivanja za peptidil transferaznu komponentu 50S podjedinicu ribozomas.
Ova klasa antibiotika obuhvata retapamulin (odobren za topičku primenu kod ljudi), valnemulin i tiamulin (odobren za upotrebu na životinjama) i lekove koji se istražuju azamulin i BC-3781.